# Distretto di Yardımlı
Il distretto di Yardımlı (in azero Yardımlı rayonu) è un distretto dell'Azerbaigian con capoluogo Yardımlı.